# Lorraine-Dietrich Type MHI

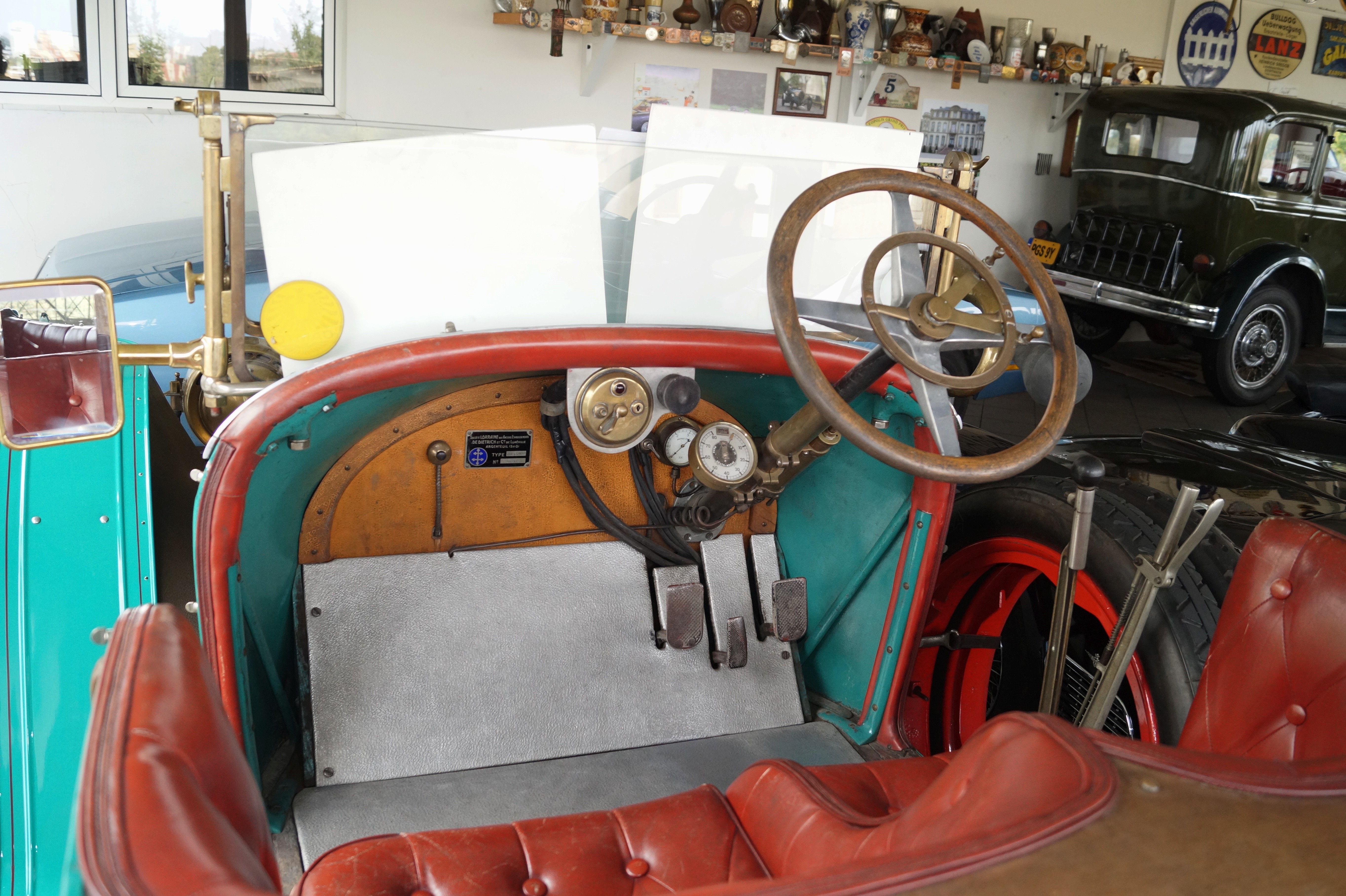
Armaturenbrett, Pedale, Lenkrad

Der Lorraine-Dietrich Type MHI ist eine Baureihe von Pkw-Modellen aus den 1910er Jahren. Dazu gehört neben dem Type MHI auch der Type SMHI. Hersteller war Lorraine-Dietrich in Frankreich.

## Beschreibung
Die Modelle wurden nur 1914 angeboten. Am 10. September 1913 erteilte die nationale Zulassungsbehörde ihre Zulassung für den Type MHI. Als Nachfolger war 1920 der 20 CV vorgesehen, der jedoch nicht in Serienproduktion ging.
Der Motor war eine Eigenentwicklung des Herstellers, durchgeführt durch seinen belgischen Konstrukteur Louis de Groulart. Er ist ein Vierzylinder-Reihenmotor. Der Monoblockmotor ist als L-Kopf-Motor mit SV-Ventilsteuerung ausgeführt. 95 mm Bohrung und 160 mm Hub ergeben 4536 cm³ Hubraum. Der Motor war damals in Frankreich steuerlich mit 20 CV eingestuft.
Der Motor ist vorn längs im Fahrgestell eingebaut. Er treibt über ein Vierganggetriebe und eine Kardanwelle die Hinterachse an. Die Bremse wirkt, wie damals üblich, nur auf die Hinterräder.
Der Type MHI hat 3175 mm Radstand und 1400 mm Spurweite. Beim Type SMHI sind die Werte mit 3000 mm und 1350 mm etwas geringer.
Bekannt sind offene Tourenwagen in Form von Torpedo und Doppelphaeton.